# Negativfehler
Als Negativfehler werden in der Analogfotografie fehlerhafte Abbildungen auf Fotonegativen bezeichnet, die als Folgen von Störungen bei der Filmentwicklung entstehen können. 

## Irreversibilität
Der bei der Entwicklung ablaufende chemische Prozess ist nicht reversibel. Vorhandene „Daten“ auf dem Medium werden daher in fast allen Fällen unwiederbringlich zerstört. Man kann Negativfehler also nur vermeiden, aber bis auf wenige Ausnahmen nicht nachträglich reparieren.

## Arten von Negativfehlern

### Pinholes/Runzelkörner
Pinholes sind winzige Löcher in der Fotoemulsionsschicht, die aussehen, als seien sie durch Nadelstiche entstanden. Sie bilden sich, wenn die Emulsion einer zu großen Differenz zwischen den pH-Werten des alkalischen Entwicklers und einem sauren Stoppbad ausgesetzt wird. Ähnliche, „Runzelkörner“ genannte Fehler können bei großen Temperaturschwankungen während der Entwicklung entstehen.

### Bläschen
Bläschen bilden sich bei hoher Oberflächenspannung des Entwicklers (stark kalkhaltiges Wasser) und durch zu geringe mechanische Bewegung. Das Ergebnis sind unter- oder gar nicht entwickelte Stellen.

### Entwicklungswölkchen
Wenn der Negativentwickler zu langsam eingefüllt und das Behältnis dann zu wenig, zu langsam oder zu gleichmäßig bewegt wird, rollt der Entwickler in Wellen über das Negativ. Dabei arbeitet er zu Beginn schnell und stark, schwächt seine Wirkung aber zunehmend ab. Das Ergebnis ist eine unregelmäßige Entwicklung mit quer verlaufende Streifen. Diese „Entwicklungswölkchen“ entstehen an den Stellen mit (zu) starker Entwicklerwirkung.

### Verlaufsstreifen
Verlaufsstreifen bilden sich als Folge von zu geringer Füllhöhe des Entwicklers zusammen mit nicht ausreichender Bewegung. Der Entwickler verbraucht sich dann an den Stellen, an denen er das Negativ bereits entwickelt hat, bleibt am Negativ stehen und sinkt durch die Erhöhung seiner Dichte langsam an der Schicht entlang nach unten. Die resultierenden Streifen treten meist vom Filmrand zur Mitte hin auf.

### Kalkflecken/Verschmutzungen
Wenn Tropfen von hartem, kalkhaltigem Wasser auf dem Film stehen bleiben und trocknen, verdunstet das Wasser und der Kalk bleibt auf dem Film zurück. Staubauflagen auf dem feuchten Film resultieren in ähnlichen Verschmutzungen.

### Schmierstellen/Kratzer
Mechanische Einwirkungen hinterlassen schmierige Stellen und/oder Kratzer auf dem fertigen Negativ.

### Farbige Negative
Wenn das Negativ farbstichig wird, meist in pink, violett, blau oder rötlich, ist das die Folge einer nicht ausreichenden Konzentration des Entwicklers (bei manchen Filmsorten des Fixierers). Dann wird entweder die Lichthofschutzschicht nicht ausreichend entfernt, oder es verbleiben die zur Sensibilisierung eingesetzten Farbstoffe auf dem Film. Negativfehler dieser Art lassen sich bei manchen Filmsorten korrigieren, indem man sie Sonnenlicht aussetzt. Dann bleichen die Farbreste aus.

### Nachträgliche Fleckenbildung
Gelbliche oder bräunliche Flecke können noch nach einiger Zeit der Lagerung entstehen, wenn das Negativ nicht genügend gewässert wurde. Solche Negative können nachträglich gewässert werden, das kann aber lediglich die Neubildung von Flecken verhindern, aber nicht bereits existierende Fehler korrigieren.

### Nachdunklung
Ungenügende Fixage kann schon nach kurzer Lagerung eine (auch fleckige) Nachdunklung zur Folge haben. Durch Nachfixieren und gründliches Nachwässern lässt sich auch dieser Prozess aufhalten, jedoch nicht umkehren.

### Verschleierung
Verschleierung ist Folge einer Überentwicklung eines Films oder einer ungenügenden Fixage. Sie entsteht, wenn die vorgeschriebenen Verhältnisse von Konzentration, Temperatur und Dauer bei der Entwicklung und/oder der Fixierung nicht eingehalten wurden. Ein Nachfixieren kann hier unter Umständen Abhilfe schaffen.

### Durchsichtigkeit/Undurchsichtigkeit
„Flaue“, fast durchsichtige Negative sind Folge von ungenügender Entwicklung, können aber auch schon zuvor durch Unterbelichtung bei der Aufnahme angelegt worden sein. Der gegenteilige Fehler, sehr „harte“ und dunkle, beinahe undurchsichtige Negative, entsteht analog durch Überbelichtung, bz. Überentwicklung.